# Scincella ochracea
Scincella ochracea — вид сцинкоподібних ящірок родини сцинкових (Scincidae). Мешкає в Південно-Східній Азії.

## Поширення і екологія
Scincella ochracea мешкають на півночі В'єтнаму, на крайній півночі Лаосу, в провінції Пхонгсалі, а також в китайській провінції Юньнань. Вони живуть у вічнозелених тропічних лісах, на висоті від 510 до 1230 м над рівнем моря.